# Юхновська Нінель Григорівна
Нінель Григорівна Юхновська (* 1 березня 1931 — 5 жовтня 1997) — український композитор родом з Харкова; там закінчила консерваторію (клас Д. Клебанова, 1953).
Керувала гуртками художньої самодіяльності, з 1974 р. — на творчій роботі. Автор музики до телевізійних постановок. Член Національної спілки композиторів України.

## Твори
- опера «Павло Корчаґін» (1961),
- «Закарпатська рапсодія» для фортепіано з оркестром,
- твори для фортепіано, скрипки, віолончелі,
- «Молодіжна поема» і «Кавказькі акварелі» для струнного квартету.